# Titus Joseph Mdoe
Titus Joseph Mdoe (ur. 19 marca 1961 w Lushoto) – tanzański duchowny rzymskokatolicki, od 2015 biskup Mtwara.

## Życiorys
Święcenia kapłańskie przyjął 24 czerwca 1986 i został inkardynowany do diecezji Tanga. Przez wiele lat pracował jako duszpasterz parafialny. W latach 2008–2010 studiował w Stanach Zjednoczonych, zaś po powrocie do kraju został wiceprezydentem uniwersytetu w Tandze.
16 lutego 2013 został mianowany biskupem pomocniczym Dar-es-Salaam ze stolicą tytularną Bahanna. Sakry biskupiej udzielił mu 1 maja 2013 kard. Polycarp Pengo.
15 października 2015 otrzymał nominację na biskupa diecezji Mtwara.